# 永代
永代（日语：／ Eitai */?）是東京都江東區的町名。郵遞區號135-0034。

## 地理
位於江東區西部，屬深川地域。北鄰佐賀，東北接福住，東連門前仲町，南通越中島，西與中央區新川之間以隅田川為界。

### 河川
- 隅田川
  - 永代橋
- 大橫川
- 大島川

## 歷史
江戶時代初期，永代至佐賀一帶為隅田川的沙洲，稱為永代島。1931年（昭和6年）成立永代一～二丁目。1947年（昭和22年）江東區成立，為深川永代一～二丁目。1969年（昭和44年）實施新住居表示，為現行的永代。

### 地名由來
昭和6年，周圍各町合併時，以當時的橋樑永代橋命名。永代橋歷史悠久，傳聞是在元祿11年（1698）建造，為祝賀50歲的五代將軍德川綱吉而命名永代，也有一說是以古代的永代島命名。

## 交通

### 道路
- 永代通

## 設施
- 深川消防署永代出張所
- 江東永代郵便局
- 永代公園
- 大島川兒童遊園
- 大島川水門監視所
- 正源寺
- 萬德院
- 德壽神社
- 於芳神社

## 備註
1. ↑  江東区の世帯と人口（住民基本台帳による） 区民部区民課 平成25年8月1日現在[永久]
2. ↑  江東区の地名由来 的存檔，存档日期2013-07-19.

## 外部連結
- 江東區官方網站 （页面存档备份，存于）